# Nokia 5230
Nokia 5230 — смартфон, виготовлений компанією Nokia. Працює під управлінням ОС Symbian v9.4, що базується на програмній платформі S60 5-го видання. Випущений у листопаді 2009-го після анонсу в серпні того ж року.

## Технічні характеристики
- Nokia 5230 оснащений 2-мегапіксельною камерою з CMOS-матрицею без автофокуса, апертура ƒ/2.4, цифровий зум 3x. Запис відео з частотою 30 кадрів/с.
- Працює в діапазонах частот GSM/EDGE (2G): 850, 900, 1800, 1900 та UMTS (3G): 900, 2100. SMS / MMS (до 600 кБ).
- Вбудованої пам'яті 70 МБ, обладнаний слотом для карт пам'яті microSDHC до 16 Гб з можливістю «гарячої» заміни. Для заміни карти пам'яті потрібно відкрити кришку гнізда на лівій стороні смартфону. 128 МБ оперативної пам'яті.
- GPS, A-GPS. FM-радіо з RDS.
- Bluetooth v2.0 + EDR з підтримкою A2DP.
- Смартфоні обладнаний акселерометром для автоматичної зміни орієнтації зображення на дисплеї.
- Сенсорний резистивний TDF-дисплей 3.2 дюймів з роздільною здатністю 360 × 640 пікселів, 16 млн кольорів.
- Літій-іонний акумулятор BL-5J, 3.7 В, 1320 mAh (час очікування (2G/3G) 432 годин, 7 (2G) / 4.5 (3G) годин у режимі розмови), змінний.
- Роз'єм для гарнітури Jack 3.5 мм (Nokia AV) з можливістю транслювати відео на інші пристрої за допомогою кабелю CA-75U.
- Формат сім-картки — Mini-SIM. Лоток для сім-картки знаходиться на лівому ребрі телефону вище гнізда для карти пам'яті.
- В корпусі є отвори під ремінець для телефону або стилус.
- Питомий коефіцієнт поглинання 1.01 Вт/кг (голова), 0.91 Вт/кг (тіло).

## Особливості
Модель Nokia 5230 створювалася як здешевлений варіант Nokia 5800, в якому була підтримка Wi-Fi. В деяких країнах смартфон постачався з сервісом Comes With Music (укр. Разом з музикою), який надавав змогу завантажувати музику з Музика Ovi без додаткової плати. На відміну від моделі 5800 дана модель не має пера та отвору під нього в задній панелі, але на ринку можна знайти модифіковані панелі з пером.
За час свого існування Nokia 5230 було продано близько 150 мільйонів одиниць, що робить його одним з найбільш продаваних телефонів станом на липень 2019-го. Ця модель мала особливий успіх у країнах, що розвиваються.
Версія Nokia 5230 Nuron, випущена лише в Північній Америці, з підтримкою WCDMA в IV діапазоні (англ. Band IV) 1700/2100 MHz, постачається з попередньо завантаженими картами США, Канади та Мексики.
21 січня 2010 року Nokia оголосила, що Карти Ovi будуть доступні безкоштовно для певних смартфонів, список яких включав Nokia 5230, таким чином дозволяючи безкоштовну голосову навігацію в режимі офлайн для більш ніж 180 країн.
Остання доступна версія прошивки — 51.0.002. Оновлення можна було отримувати по повітрю.

## Зовнішній вигляд

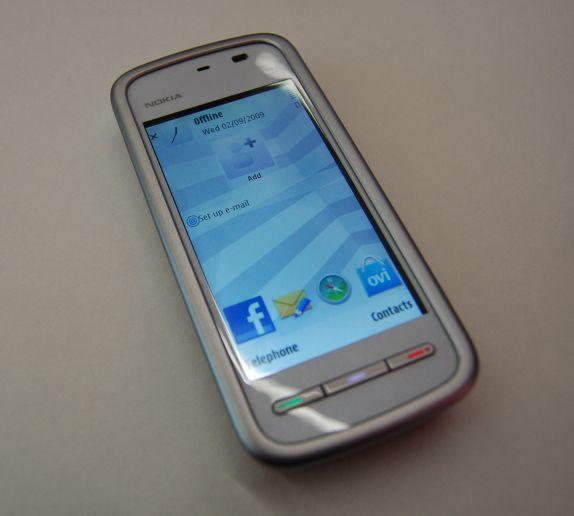
Nokia 5230

Внизу передньої панелі розташовані клавіші дзвінка, завершення і меню. В верхній частині - динамік, датчик відстані та сенсорна мультимедійна клавіша. Ця клавіша дозволяє відкривати такі програми, як музичний плеєр, браузер або галерею.
На верхньому торці знаходиться 3.5 мм роз'єм Nokia AV, поруч - роз'єм для зарядного пристрою 2 мм та кнопка живлення, а також під пластиковою заглушкою — microUSB-роз'єм. На нижньому торці лише мікрофон.
Права сторона отримала клавішу гучності/масштабу, кнопку зйомки та перемикач блокування. Для блокування / розблокування телефону потрібно потягнути цей перемикач донизу. На лівій стороні знаходиться один динамік і два слоти, прикриті заглушками, один для установки карт microSDHC, другий приховує слот для SIM-картки. Гарячої заміни для сім-картки не передбачено. Щоб замінити картку все ж доведеться діставати батарею, під нею є отвір через який треба виштовхнути SIM-картку.
Задня поверхня може похизуватися лише камерою та втиснутим в поверхню задньої панелі логотипом Nokia.